# Maria Kim
 (février 2023).
Si vous disposez d'ouvrages ou d'articles de référence ou si vous connaissez des sites web de qualité traitant du thème abordé ici, merci de compléter l'article en donnant les références utiles à sa vérifiabilité et en les liant à la section « Notes et références ».
Maria Kim (hangeul : 김마리아 ; hanja : 金瑪利亞 ; RR : Kim Maria), née le 18 juin 1891 et morte le 13 mars 1944, est une féministe coréenne active pendant l'occupation de la Corée par le Japon.
Elle est emprisonnée à la suite de sa participation au Mouvement du 1er Mars de 1919, puis parvient à émigrer aux Etats-Unis où elle étudie à l'université de Chicago. Elle revient en Corée en 1933, mais est contrainte par l'occupant japonais à limiter ses enseignements à la théologie. Très affaiblie physiquement depuis son emprisonnement en 1919, elle meurt en 1944.